# Soueix-Rogalle
Soueix-Rogalle (Okzitanisch: Soèish) ist eine französische Gemeinde mit 425 Einwohnern (Stand: 1. Januar 2022) im Département Ariège in der Region Okzitanien; sie gehört zum Arrondissement Saint-Girons, zum Gemeindeverband Couserans-Pyrénées und zum Kanton Couserans Est. Die Einwohner werden Soueissois/Soueissoises genannt.

## Geografie

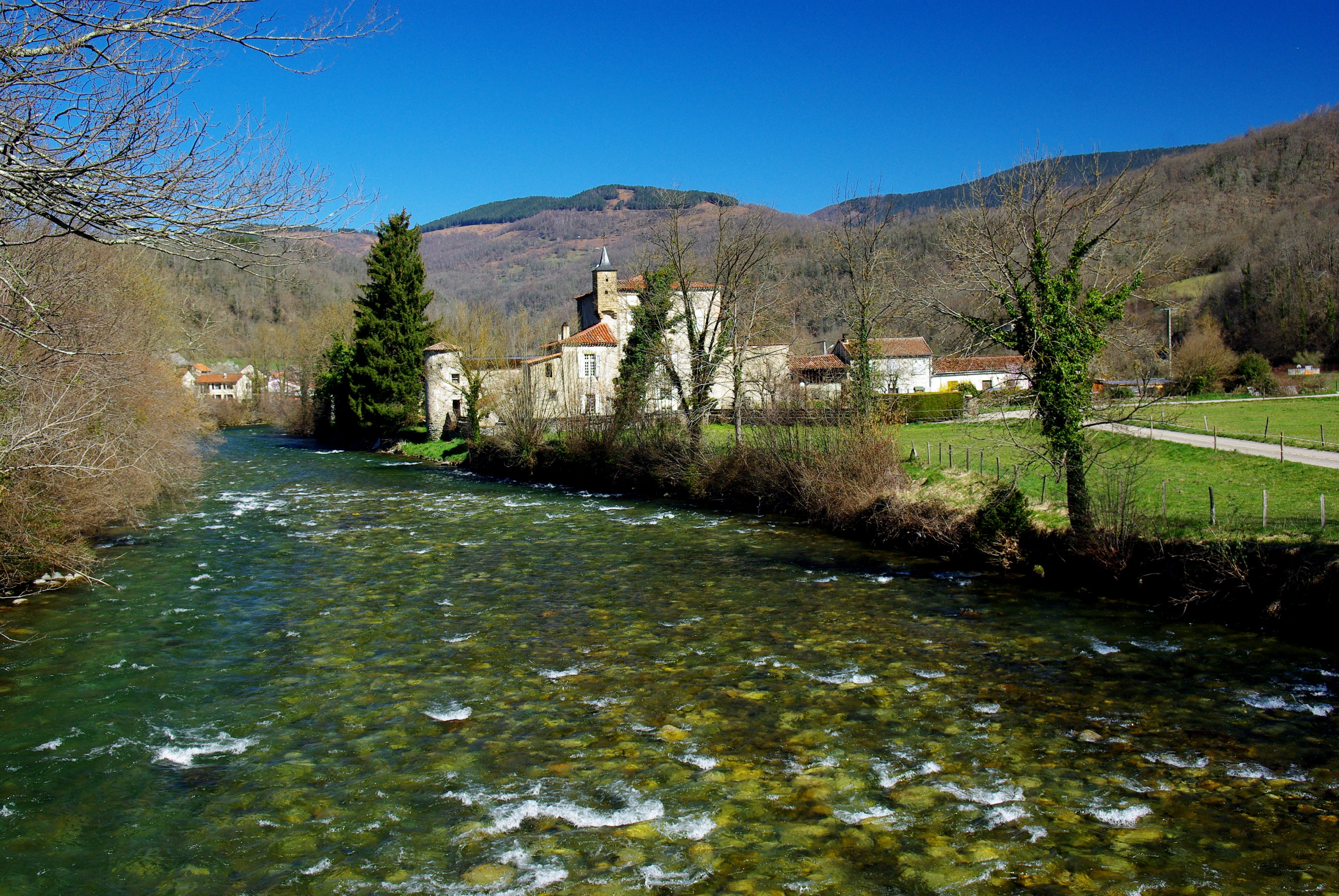
Der Fluss Salat in Soueix-Rogalle

Soueix-Rogalle liegt rund 81 Kilometer südsüdwestlich der Stadt Toulouse im Westen des Départements Ariège. Die Gemeinde besteht aus den Dörfern Rogalle und Soueix, zahlreichen Weilern und Streusiedlungen sowie Einzelgehöften. Durch die Gemeinde fließt der Fluss Salat in nördliche Richtung. Soueix-Rogalle liegt innerhalb des Regionalen Naturparks Pyrénées Ariégeoises. Weite Teile der Gemeinde sind Bergland und bewaldet. Höchster Punkt ist der Pic de La Quère im Westen der Gemeinde. Verkehrstechnisch liegt die Gemeinde an der D32.
Umgeben wird Soueix-Rogalle von den Nachbargemeinden Erp im Norden, Soulan im Nordosten, Oust im Südosten, Seix im Süden, Sentenac-d’Oust im Südwesten, Alos im Westen sowie Lacourt im Nordwesten.

## Geschichte
Im Mittelalter lag der Ort innerhalb der Provinz Couserans, die wiederum ein Teil der Provinz Gascogne war. Die Gemeinde gehörte von 1793 bis 1801 zum District Saint-Girons. Zudem lag Soueix-Rogalle von 1793 bis 2015 innerhalb des Kantons Oust. Die Gemeinde ist seit 1801 dem Arrondissement Saint-Girons zugeteilt. Soueix-Rogalle entstand in seiner heutigen Form 1972 durch die Vereinigung von Rogalle (1968: 105 Einwohner) und Soueix (1968: 240 Einwohner).

## Bevölkerungsentwicklung
| Jahr                                                | 1962 | 1968 | 1975 | 1982 | 1990 | 1999 | 2006 | 2019 |
| --------------------------------------------------- | ---- | ---- | ---- | ---- | ---- | ---- | ---- | ---- |
| Einwohner                                           | 391  | 345  | 347  | 312  | 348  | 361  | 360  | 426  |
| Quellen: Cassini und INSEE; heutiges Gemeindegebiet |      |      |      |      |      |      |      |      |

## Sehenswürdigkeiten
- Schloss Chàteau de la Tour aus dem 16. Jahrhundert
- Kirche Saint-Michel in Soueix
- Kirche Notre-Dame-de-l’Assomption in Rogalle
- Kapelle Saint-Sernin in romanischem Stil aus dem 12. Jahrhundert, seit 1977 ein Monument historique[1]
- Denkmal für die Gefallenen[2]
- Ruinen einer Schmiede in Rogalle
- Höhle Grotte d’Ardet
- alte Häuser
- ein Wegkreuz an der D32